# Sam Ligtlee

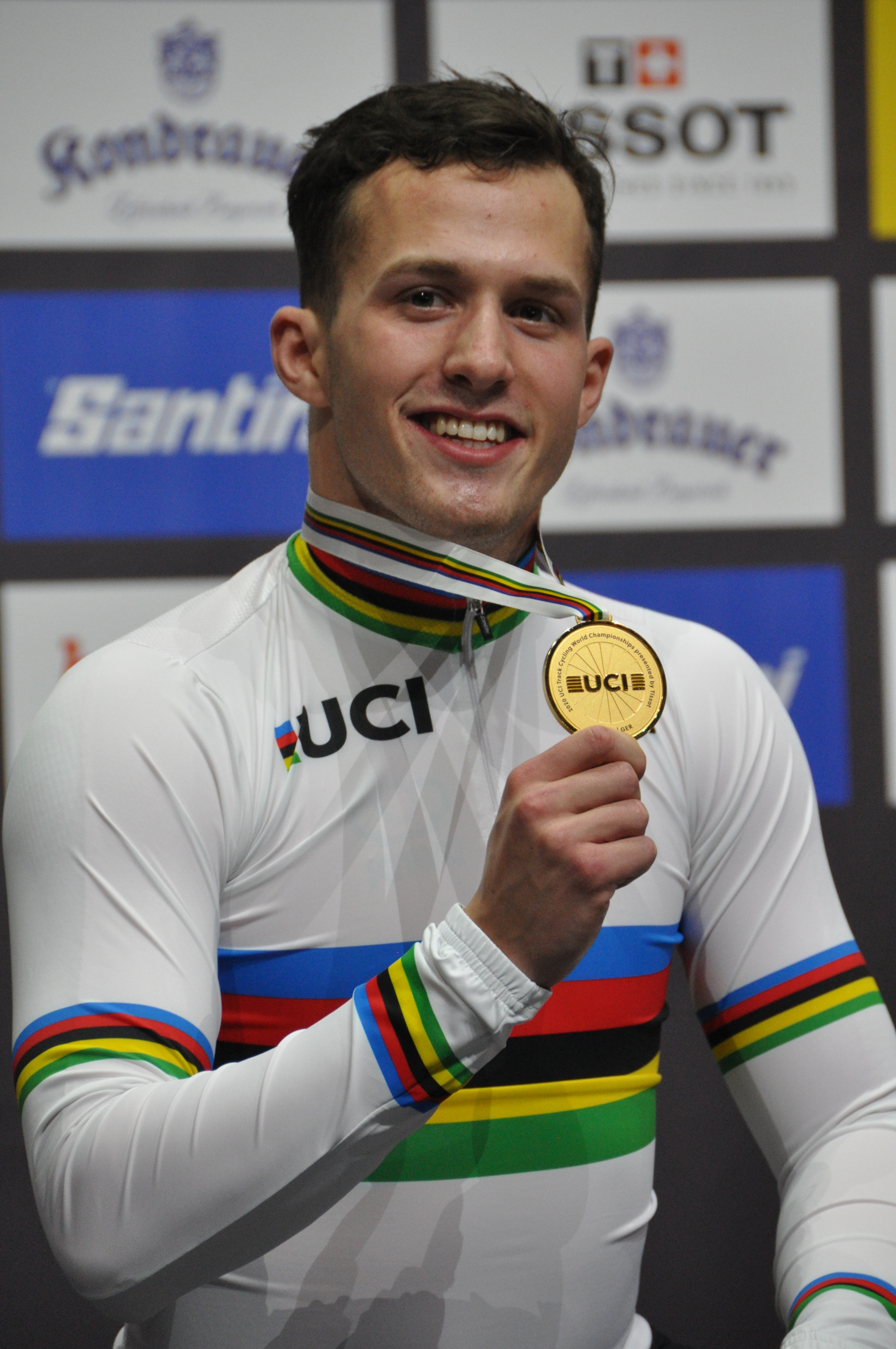
Sam Ligtlee in 2020

Sam Ligtlee (Eerbeek, 12 december 1997) is een Nederlands baanwielrenner die anno 2021 rijdt voor BEAT Cycling.
Hij werd in 2013 Nederlands kampioen bij de junioren op de onderdelen sprint en 1 km tijdrit. Sinds 2017 komt hij uit bij de senioren. Op de Europese kampioenschappen baanwielrennen 2018 won hij verrassend de bronzen medaille op de 1 km tijdrit. Op de Wereldkampioenschappen baanwielrennen 2020 veroverde hij vervolgens de wereldtitel op dit onderdeel. Ligtlee maakt vanaf 2021 deel uit van de baanploeg van BEAT Cycling.
Dankzij de hoge concurrentie in Nederland met wereldtoppers als Jeffrey Hoogland en Harrie Lavreysen, was het voor Ligtlee lastig om zich voor toernooien te plaatsen en de motivatie hoog te houden. Hij miste de Olympische Spelen in Tokio in 2021 en in maart 2023 stopte hij met baanwielrennen.
Sam Ligtlee is de jongere broer van olympisch kampioene Elis Ligtlee.